# ایستگاه راه‌آهن آپر هالووی
ایستگاه راه‌آهن آپر هالووی (انگلیسی: Upper Holloway railway station) یکی از ایستگاه‌های خط گاسپل اوک تا بارکینگ متروی زمینی لندن است.
این ایستگاه که در سال ۱۸۶۸ تاسیس شده در منطقه ایزلینگتون لندن قرار دارد.

## نگارخانه

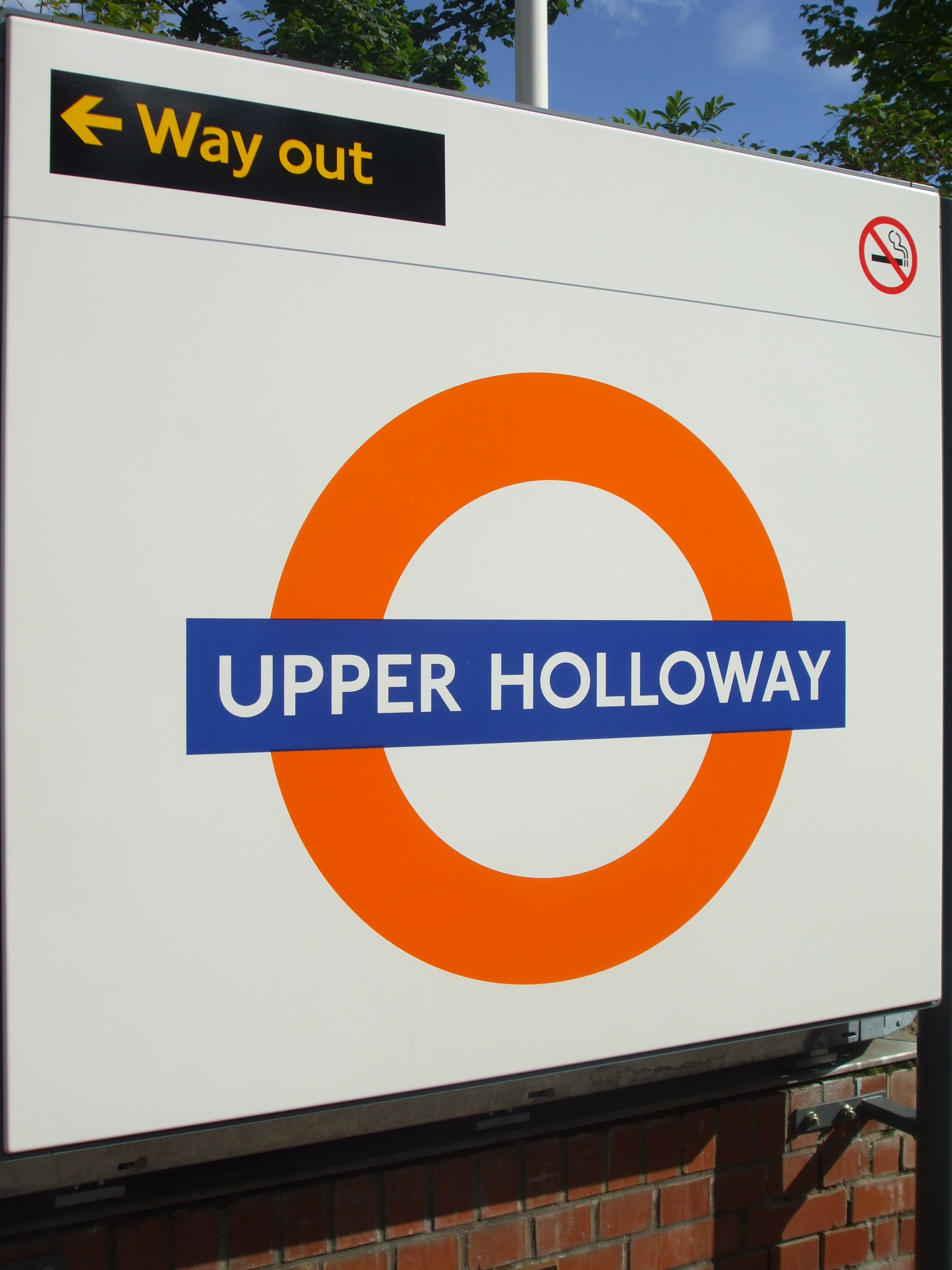
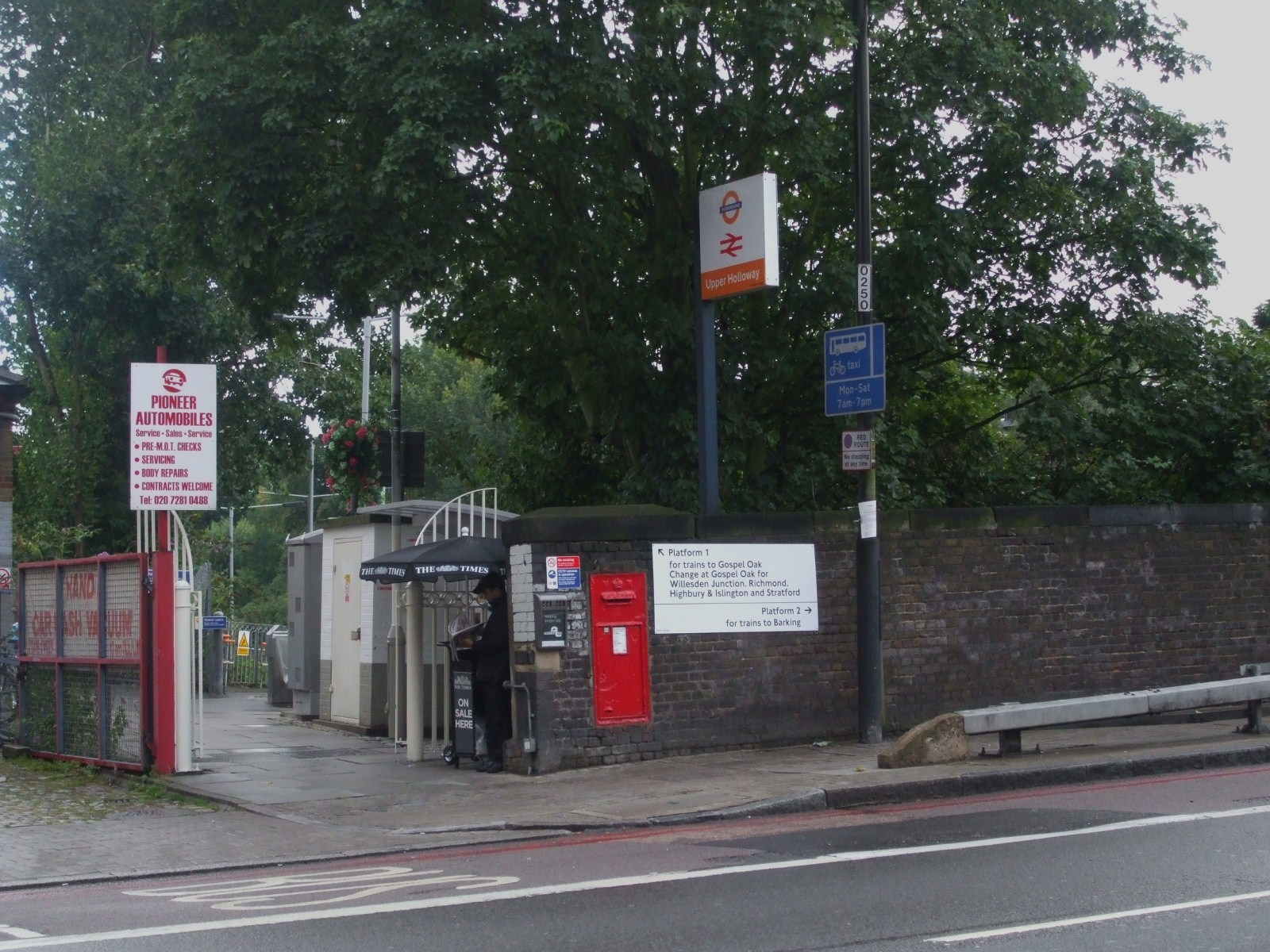
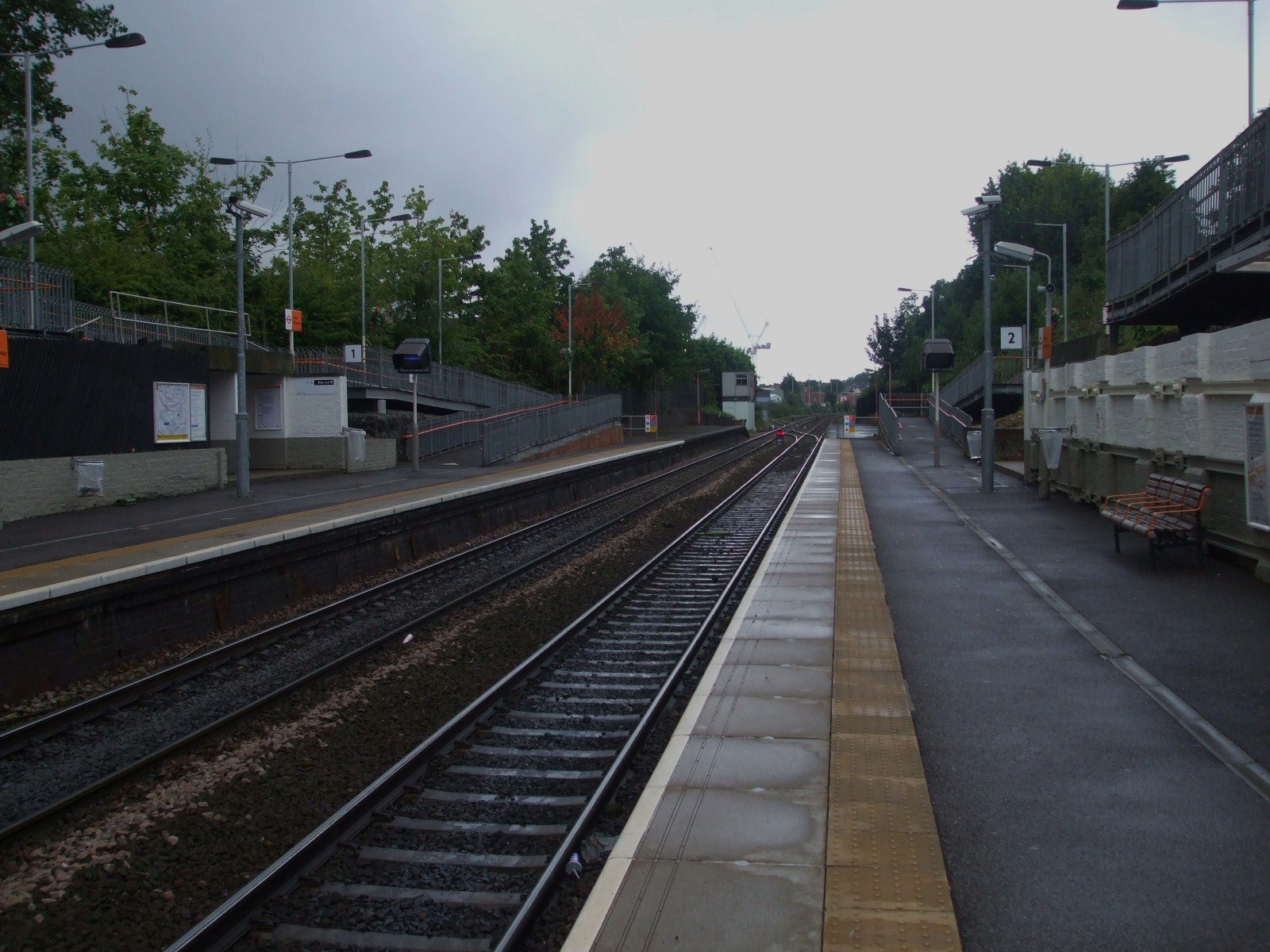